# アイオイ封筒
アイオイ封筒（あいおいふうとう)とは、かつて大阪市東成区玉津に存在した老舗の文房具製造企業である。破産当時の資本金は1000万円、従業員81人。代表は南昌克社長。
1905年3月創業、1938年に法人改組。社名の通り封筒を主力に、祝儀袋、賞状用紙、名刺など紙製品・事務用品の製造を行ってきた。典型的な同族企業であったが、このことが、倒産への引き金となる事件（後述）を招く遠因ともなった。
1993年には年間売上高16億5100万円を計上していた。しかしバブル崩壊後の競争激化により業績は低迷し、大幅なリストラや製品の差別化を図るも功を奏さず、2003年の売上は8億2000万円と、ピーク時より半減していた。

また、当時の社長が社内で従業員に暴行を加え、1993年に傷害致死容疑で逮捕された事件もあり信用が一気に失墜。2004年6月7日に自己破産を申請し事業継続を断念した。負債は約9億円。